# Megalosauria
De Megalosauria zijn een groep vleesetende theropode dinosauriërs, behorend tot de Tetanurae.
In 2012 definieerden Ronan Allain e.a. een klade Megalosauria als de groep bestaande uit alle soorten die nauwer verwant zijn aan Dubreuillosaurus valesdunensis of Eustreptospondylus oxoniensis dan aan Spinosaurus aegyptiacus, Allosaurus fragilis, of de huismus Passer domesticus. Het begrip komt overeen met Megalosauridae onder sommige definities en analyses.
In 2012 werd het Mettahew Carrano e.a. door een nieuwe kladistische analyse duidelijk dat de Megalosauridae en de Spinosauridae elkaars zustergroepen waren. Ze besloten de klade die beide groepen omvatte, met een speciale naam aan te duiden. Daarvoor kozen ze Megalosauria, een groep die al in 1850 benoemd was door prins Charles Lucien Bonaparte die er toen het geheel van Theropoda mee aanduidde. Carrano e.a. gaven geen definitie maar materieel kwam de klade overeen met de groep bestaande uit de laatste gemeenschappelijke voorouder van Megalosaurus bucklandii en Spinosaurus aegyptiacus; en al zijn afstammelingen.
Hoewel het begrip van Carrano e.a. een maand later gepubliceerd werd en ongedefinieerd was, is dit het waarnaar de term Megalosauria meestal verwijst in de latere literatuur. Beide begrippen verschillen fundamenteel van inhoud daar het eerste de Spinosauridae uitsluit en het laatste juist insluit.